# Іланський район
Іланський райо́н (рос. Иланский район) — адміністративно-територіальна одиниця (район) та муніципальне утворення (муніципальний район) в східній частині Красноярського краю Росії.
Адміністративний центр - місто Іланський.

## Географія
Розташований в східній частині Красноярського краю, площа району - 3780 км².
Суміжні території:
- Північ: Абанський район
- Схід: Нижньоінгаський район
- Південний схід: Іркутська область
- Південь: Ірбейський район
- Захід: Канський район

## Історія
Район утворений 1 березня 1933 року.
 

## Економіка

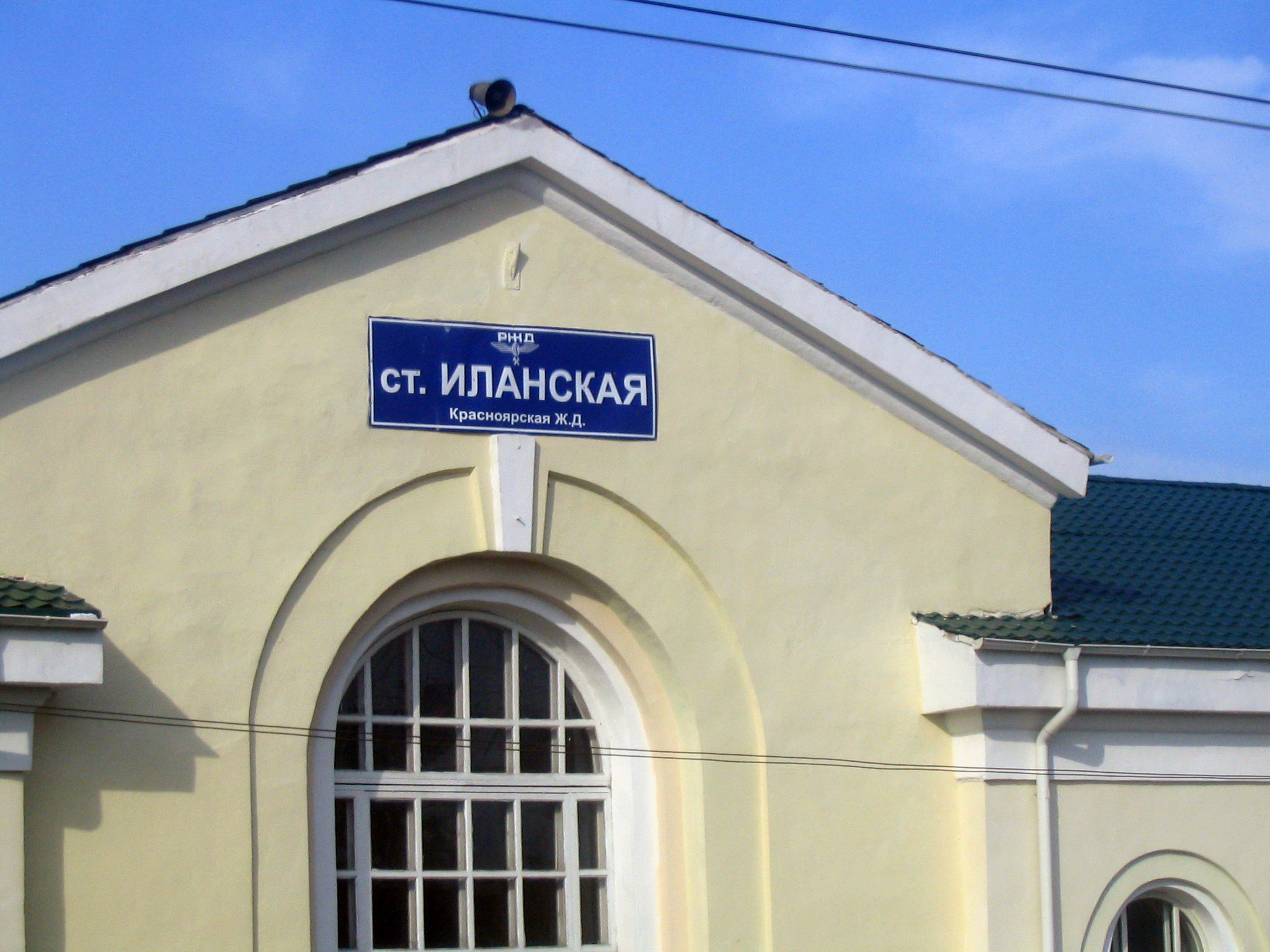
Станція Іланська

Найбільші підприємства: Іланський завод залізобетонних конструкцій, Росляковський ЛПГ, Лісгосп «Іланський», Новомиколаївський ЛПГ.